# Урсоая (Горж)
Урсоая (рум. Ursoaia) — село у повіті Горж в Румунії. Входить до складу комуни Негомір.
Село розташоване на відстані 232 км на захід від Бухареста, 25 км на південь від Тиргу-Жіу, 72 км на північний захід від Крайови.

## Населення
За даними перепису населення 2002 року у селі проживали 810 осіб, усі — румуни. Усі жителі села рідною мовою назвали румунську.